# José Gea Escolano
José Gea Escolano (El Real de Gandia, 14 de junho de 1929 — Valência, 6 de fevereiro de 2017) foi um clérigo espanhol e bispo católico romano da Diocese de Mondonhedo-Ferrol.
Foi ordenado sacerdote em 29 de junho de 1953 e obteve seu doutorado em teologia pela Universidade Pontifícia de Salamanca. Ele atuou como professor de teologia moral no seminário diocesano de 1960 a 1966 e como professor de teologia pastoral de 1970 a 1971.
O Papa Paulo VI nomeou-o em 25 de março de 1971 bispo auxiliar em Valência e bispo titular de Arae na Numídia. O Arcebispo de Valência, José María García Lahiguera, o consagrou em 8 de maio do mesmo ano, sendo os co-consagrantes Rafael Alvarez Lara, Bispo de Maiorca, e Jacinto Argaya Goicoechea, Bispo de San Sebastián.
Em 10 de setembro de 1976 ele foi nomeado bispo de Ibiza pelo papa Paulo VI. O papa João Paulo II o nomeou Bispo de Mondonhedo-Ferrol em 15 de maio de 1987. Em 6 de junho de 2005, o papa Bento XVI aceitou sua aposentadoria por idade.
Faleceu em 6 de fevereiro de 2017 em Valência, sendo sepultado na capela de San José da Catedral Metropolitana de Valência.